# ريتش هيلي
ريتش هيلي هو لاعب هوكي الجليد كندي، ولد في 12 مارس 1938 في فانكوفر في كندا.

## وصلات خارجية
- ريتش هيلي على موقع دوري الهوكي الوطني (الإنجليزية)
- ريتش هيلي على موقع قاعة مشاهير الهوكي (لاعب أن.إتش.أل) (الإنجليزية)
- ريتش هيلي على موقع EliteProspects.com (الإنجليزية)
- ريتش هيلي على موقع HockeyDB.com (الإنجليزية)
- ريتش هيلي على موقع Hockey-Reference.com (الإنجليزية)